# Elsie Clews Parsons

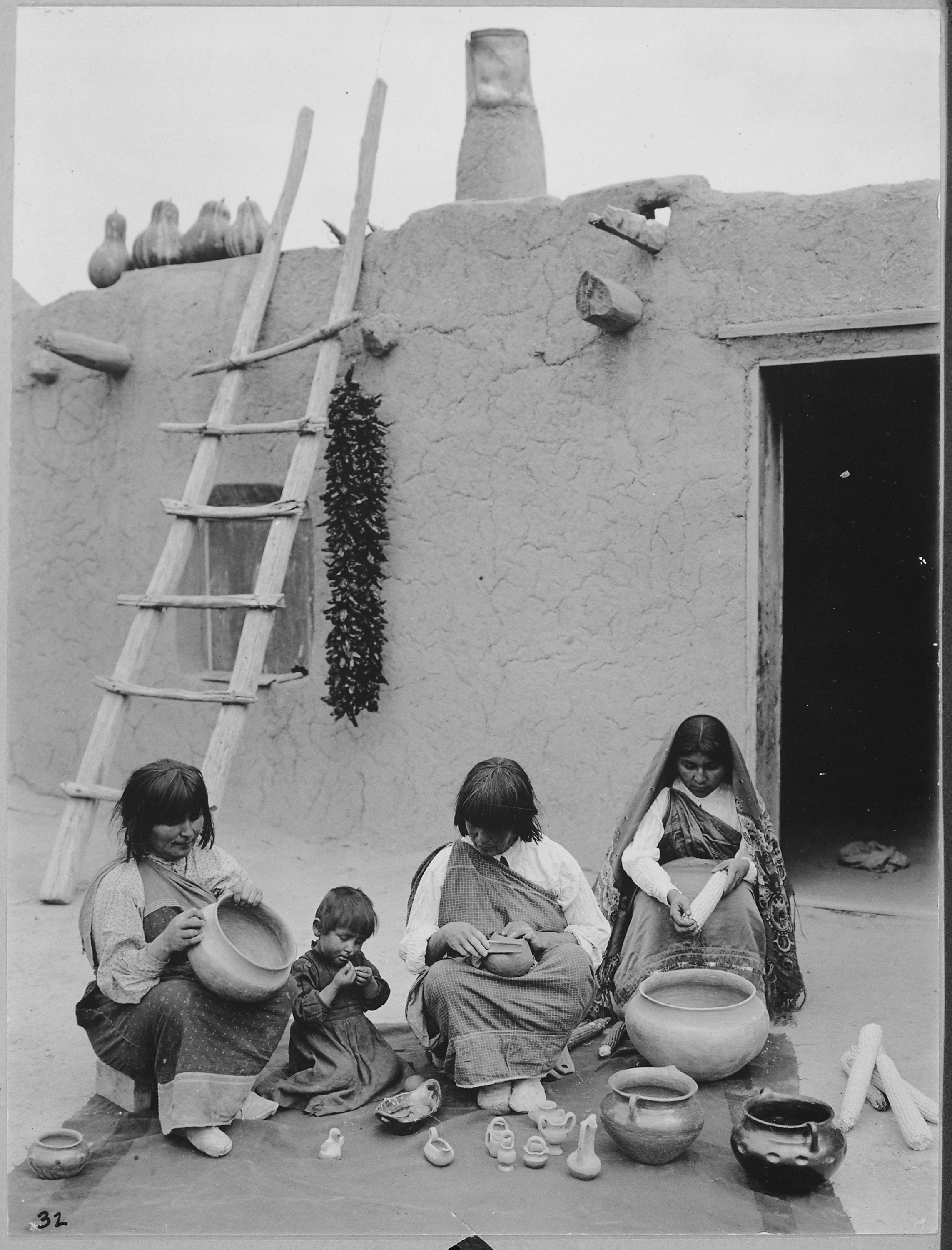
Garncarstwo Indian z Santa Clara Pueblo, Nowy Meksyk, 1916

Gubernatorzy Zuni, Nowy Meksyk (ok. 1871 - ok. 1907)

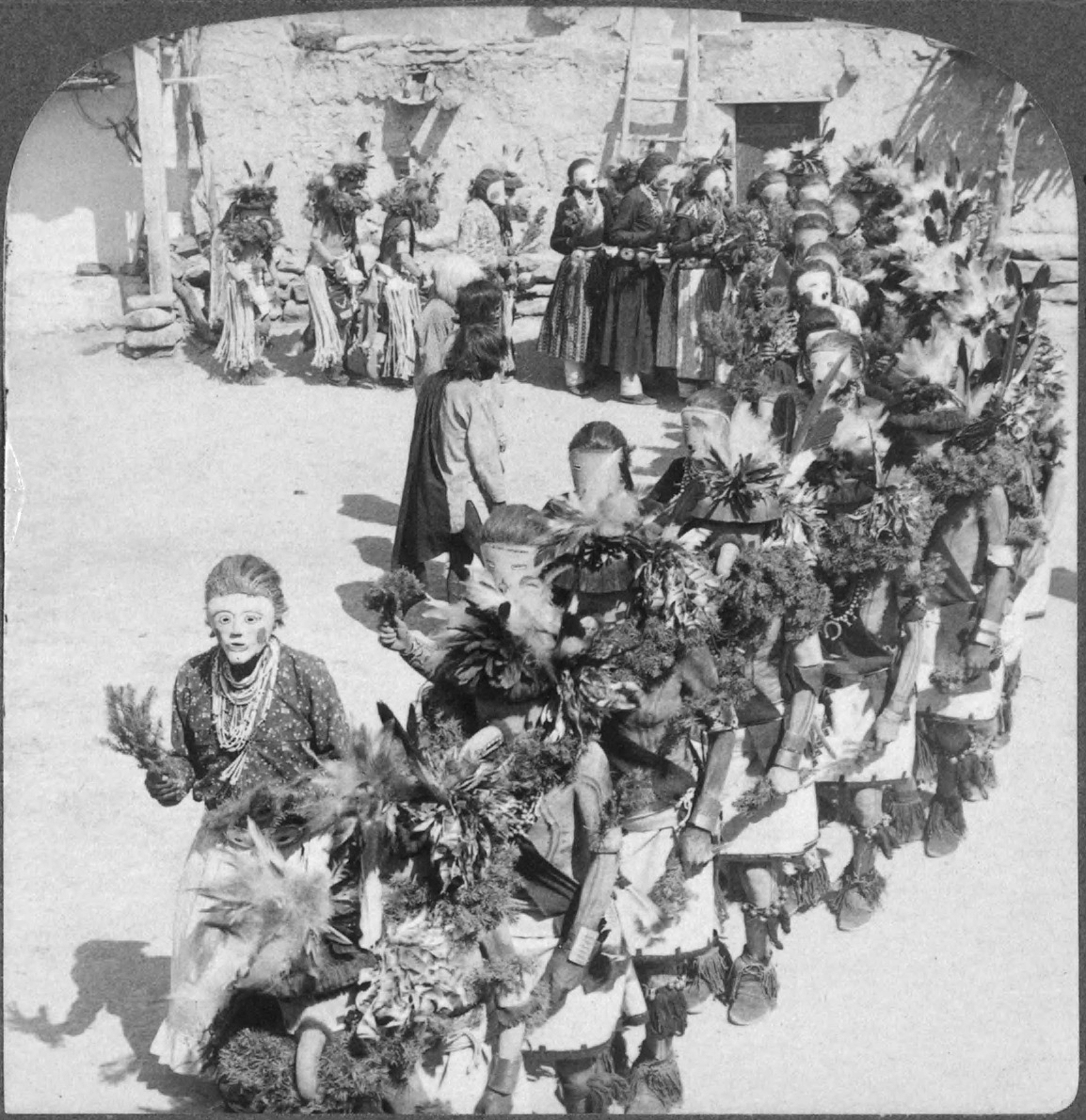
Rytualny taniec Kachinas z Hopi Pueblo, Arizona (między 1870 a 1900 rokiem)

Elsie Worthington Clews Parsons (ur. 27 listopada 1875 w Nowym Jorku, zm. 19 grudnia 1941 tamże) – amerykańska socjolog, (badaczka ról społecznych i struktur społecznych w rodzinach), antropolog (badaczka folkloru amerykańskiego, m.in. Indian Pueblo), krytyk, pisarka i działaczka społeczna, sufrażystka.

## Życiorys
Ojcem Elsie Worthington był Henry Clews, bardzo zamożny i wpływowy bankier, współwłaściciel Henry Clews & Company, który odegrał znaczącą rolę w organizacji społeczeństwa obywatelskiego Nowego Jorku. Była jego jedyną córką. Początkowo uczyła się w drogiej szkole prywatnej, a następnie w Barnard College, w którym uczył wówczas antropolog Franz Boas. Po uzyskaniu  stopnia B.A. (1896) studiowała w Columbia University, gdzie otrzymała Ph.D. socjologii w roku 1899.
1 września 1900 roku Elsie Clews wyszła za mąż za Herberta Parsons'a, szanowanego prawnika (adwokata) i polityka, członka Partii Republikańskiej (później reprezentanta do 59., 60. i 61. Kongresu Stanów Zjednoczonych). Obszerna relacja z ich uroczystego ślubu, zamieszczona następnego dnia w The New York Times, zawierała długą listę „znakomitych osobistości”, które uczestniczyły w ceremonii.
Od roku 1902 do czasu wyboru męża do Kongresu (1905) Elsie Parsons wykładała socjologię w Barnard (bez formalnego zatrudnienia), a po przeniesieniu się małżeństwa do Waszyngtonu skoncentrowała się na pisaniu swojej pierwszej książki – The Family, w której analizowała liczne socjologiczne problemy zależności jednostek, m.in. kobiet i dzieci, od nacisków grupy społecznej. Pisała m.in. o całkowitej zależności dziecka od rodziców (najczęściej od ojca), w tym istniejącej w niektórych kulturach akceptacji np. sprzedawania dzieci lub ich oddawania w ofierze krwi, wykorzystywania do pracy i przyjemności, zabijania. Książka ukazała się w roku 1906.
W następnych latach podróżowała w celach badawczych i wydawała kolejne książki. Współpracowała też z czasopismami feministycznymi i pacyfistycznymi. Pełniła funkcję prezydenta American Folklore Society (1918-1920), American Ethnological Association (1923-1925) i American Anthropological Association (1940-1941). Od roku 1918 do śmierci należała do zespołu redakcyjnego Journal of American Folklore.

## Obszar zainteresowań badawczych
Wczesne zainteresowania badawcze skupiały się na problemach socjologicznych, co znalazło odbicie w pracach opublikowanych w latach 1906–1910. Od podróży na południowy zachód USA, odbytej z mężem w roku 1910, interesowała się przede wszystkim antropologią. Franz Boas – przyjaciel-antropolog – zachęcił ją do gromadzenia szczegółowych danych na temat organizacji społecznej, religii i folkloru, m.in. Indian  w Arizonie i Nowym Meksyku. W archiwum American Philosophical Society jest przechowywany zbiór etnograficznych materiałów dotyczących różnych aspektów życia Indian Pueblo, m.in. Hopi, Isleta, Taos, Tewa i Zuni, w tym 2 000 ilustracji (czarno-białych fotografii, szkiców piórkiem i ołówkiem, akwarel) oraz liczne przedmioty: maski, narzędzia i wyroby rzemieślnicze (tkactwo, garncarstwo), kije modlitewne, strzały, grzechotki. W kolejnych latach Elsie Parsons zajmowała się również folklorem Afroamerykanów i ludności Karaibów, prowadziła badania w Meksyku i Ekwadorze.

## Publikacje
Spośród licznych publikacji Elsie Clews Parsons wymieniane są w pierwszej kolejności:
- 1906 – The Family (wznowienia: BiblioBazaar 2009, Cambridge Scholars Publishing 2009)[5],
- 1914 – The Old-Fashioned Woman[9] i Fear and Conventionality[10],
- 1915 – Social Freedom: A Study of the Conflicts Between Social Classifications and Personality[11],
- 1916 – Social Rule[12],
- 1929 – The Social Organization of the Tewa of New Mexico[13],
- 1933  – Hopi and Zuñi Ceremonialism (wznowienia: 1964, 1976)[14],
- 1939 – Pueblo Indian Religion[15],
- 1936 – Mitla: Town of the Souls and Other Zapoteco-Speaking Pueblos of Oaxaco, Mexico[16]
- 1945 – Peguche, canton of Otavalo, province of Imbabura, Ecuador; a study of Andean Indians[17].

## Upamiętnienie
W biografiach Elsie Clews Parsons jest ona przedstawiana jako twórczyni podstaw antropologii feministycznej, którą rozwijały m.in. Ruth Benedict, Alice Fletcher, Phyllis Kaberry (współpracownica Bronisława Malinowskiego), Margaret Mead, Simone de Beauvoir (związana z Jeanem-Paulem Sartrem), Eleanor Leacock, Sherry Ortner. Podkreślana jest jej umiejętność zachęcania ludzi do reform społecznych, które byłyby oparte na rzetelnej wiedzy z dziedziny antropologii i etnografii (przekazywanej w toku liberalnej edukacji).
Jest pamiętana jako pionierska feministka, przezwyciężająca uprzedzenia związane z płcią w środowisku akademickim i w społeczeństwie, własnym przykładem wskazująca możliwości łączenia pracy (w tym współpracy z mężczyznami), z miłością i wychowywaniem dzieci.
American Ethnological Society (AES) przyznaje Elsie Clews Parsons Prize za najlepsze prace dyplomowe. W roku 2013 nagrodę otrzymała Ellen Sharp (UC Los Angeles) za pracę nt. The Gun that Backfires: Violence and the Paradox of Neoliberal Multiculturalism; wyróżniona została praca Nicolasa Laineza (EHESS) nt. Commodified Sexuality and Mother-Daughter Power Dynamics in the Mekong Delta.

## Życie prywatne
W roku 1900 wyszła za mąż za adwokata, przyszłego kongresmena i czynnego polityka, Herberta Parsons'a (ur. 1869), w czasie I wojny światowej służącego w sztabie generalnym American Expeditionary Forces. Mieli sześcioro dzieci: Elsie („Lissa”, ur. 1901), John Edward (ur. 1903), Herbert (ur. 1909), Henry McIlvaine („Mac”, ur. 1911) i dwoje zmarłych we wczesnym dzieciństwie. Mąż zmarł 16 września 1925 roku w Pittsfield (Massachusetts), a Elsie Clews Parsons – 19 grudnia 1941 roku w Nowym Jorku.